# Björn Decker
Björn Decker (* 8. Dezember 1976) ist ein deutscher Badmintonspieler. 

## Karriere
Björn Decker gewann in Deutschland acht Nachwuchstitel, darunter zwei Juniorentitel der U18 und zwei Titel der U22. 1997 wurde er bei den deutschen Meisterschaften Dritter im Herreneinzel. In der Saison 1995/1996 gewann er den deutschen Mannschaftstitel mit dem SSV Heiligenwald. 1997 startete er bei den Badminton-Weltmeisterschaften.

## Sportliche Erfolge
| Saison    | Veranstaltung                    | Disziplin    | Platz | Name                                                                    |
| --------- | -------------------------------- | ------------ | ----- | ----------------------------------------------------------------------- |
| 1989/1990 | Deutsche Einzelmeisterschaft U14 | Herreneinzel | 2     | Björn Decker (TV Überherrn)                                             |
| 1990/1991 | Deutsche Einzelmeisterschaft U14 | Herrendoppel | 2     | Lutz Ullmann (FC Langenfeld) / Björn Decker (TV Überherrn)              |
| 1990/1991 | Deutsche Einzelmeisterschaft U14 | Herreneinzel | 1     | Björn Decker (TV Überherrn)                                             |
| 1990/1991 | Deutsche Einzelmeisterschaft U14 | Mixed        | 1     | Björn Decker / Stefanie Müller (TV Überherrn / TSV Zirndorf)            |
| 1992/1993 | Deutsche Einzelmeisterschaft U18 | Herreneinzel | 2     | Björn Decker (TV Saarlouis)                                             |
| 1992/1993 | Deutsche Einzelmeisterschaft U16 | Mixed        | 2     | Björn Decker (TV Saarlouis) / Stefanie Müller (TSV Neuhausen)           |
| 1992/1993 | Deutsche Einzelmeisterschaft U16 | Herrendoppel | 2     | Björn Decker (TV Saarlouis) / Conrad Hückstädt (VfL Berliner Lehrer)    |
| 1992/1993 | Deutsche Einzelmeisterschaft U16 | Herreneinzel | 1     | Björn Decker (TV Saarlouis)                                             |
| 1993/1994 | Deutsche Einzelmeisterschaft U18 | Herreneinzel | 1     | Björn Decker (SSV Heiligenwald)                                         |
| 1994/1995 | Deutsche Einzelmeisterschaft U18 | Mixed        | 1     | Björn Decker / Wiebke Schrempf (SSV Heiligenwald / BV Gifhorn von 1968) |
| 1994/1995 | Deutsche Einzelmeisterschaft U18 | Herreneinzel | 1     | Björn Decker (SSV Heiligenwald)                                         |
| 1995/1996 | Deutsche Einzelmeisterschaft U22 | Herrendoppel | 2     | Björn Decker / Kai Behles (SSV Heiligenwald)                            |
| 1996/1997 | Deutsche Einzelmeisterschaft     | Herreneinzel | 3     | Björn Decker (SSV Heiligenwald)                                         |
| 1996/1997 | Deutsche Einzelmeisterschaft U22 | Mixed        | 1     | Björn Decker / Nicole Pitro (SSV Heiligenwald / TuS Wiebelskirchen)     |
| 1996/1997 | Deutsche Einzelmeisterschaft U22 | Herreneinzel | 1     | Björn Decker (SSV Heiligenwald)                                         |
| 1997/1998 | Deutsche Einzelmeisterschaft U22 | Mixed        | 2     | Björn Decker (TuS Wiebelskirchen) / Geza Ladewig (TV Bischmisheim)      |